# 샹양구 (자무쓰시)

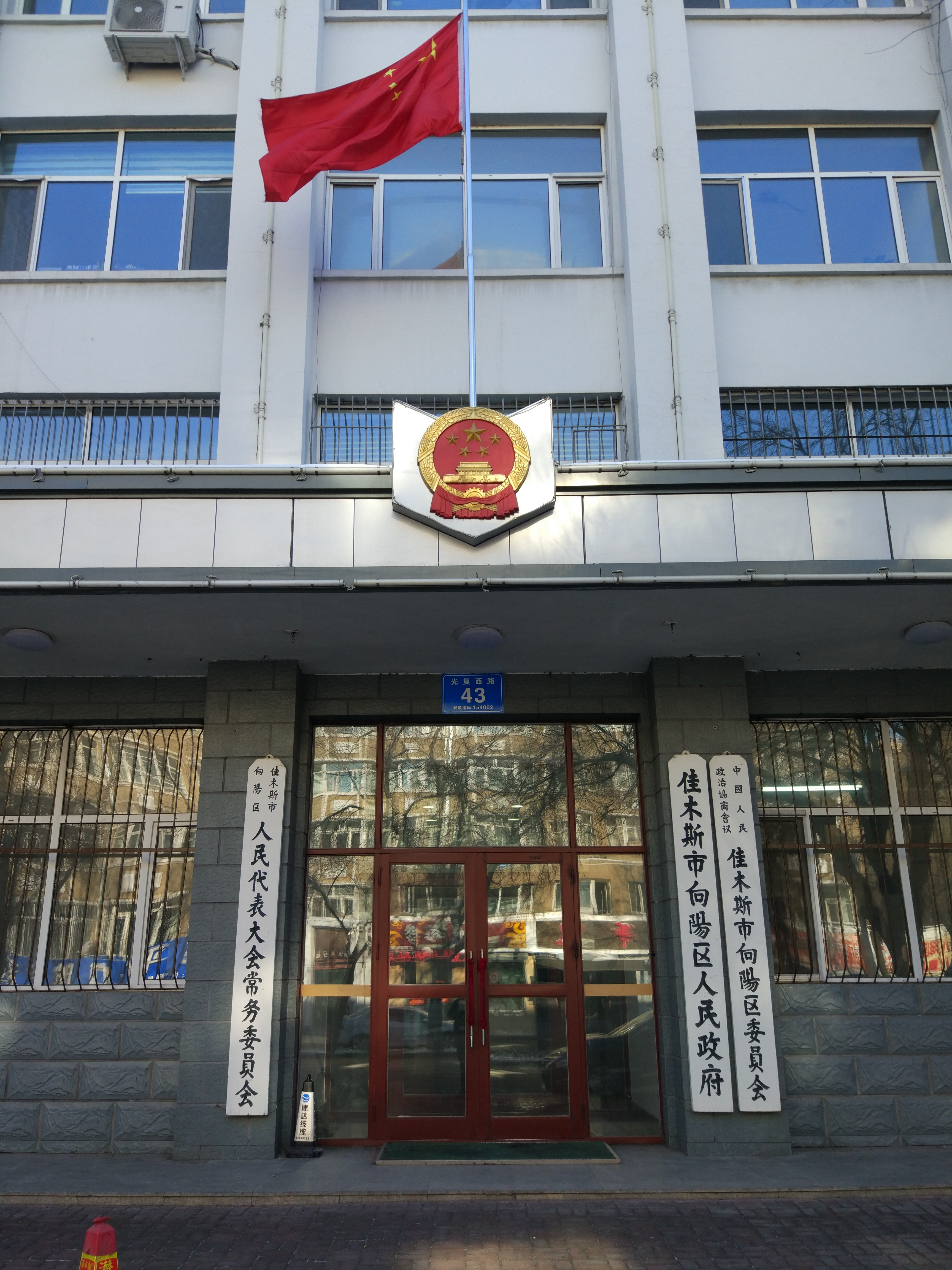

샹양구(한국어: 향양구, 중국어: 向阳区, 병음: Xiàngyáng Qū)는 중화인민공화국 헤이룽장성 자무쓰시의 행정구역이다. 넓이는 24km2이고, 인구는 2007년 기준으로 240,000명이다.

## 행정 구역
6개 가도를 관할한다.
- 가도: 西林街道, 保卫街道, 桥南街道, 西南岗街道, 建设街道, 长安街道.